# دالیانسور
دالیانسور (به لاتین: Daliansaurus) (به معنی دالیان خزنده) تیره‌ای از دایناسورهای تروپود کوچک ترودنتید است که طول آن تقریباً ۱ متر از اوایل دوران کرتاسه چین است. این شامل یک گونه واحد، به‌نام D. liaoningensis است که در سال ۲۰۱۷ توسط شن و همکارانش از یک اسکلت تقریباً کامل در سه بعد نامگذاری شد.